# Zaseok (Bosansko Grahovo, BiH)
Zaseok je naseljeno mjesto u općini Bosansko Grahovo, Federacija Bosne i Hercegovine, BiH.

## Stanovništvo

### 1991.
Nacionalni sastav stanovništva 1991. godine, bio je sljedeći:
ukupno: 123
- Srbi - 122
- Hrvati - 1

### 2013.
Nacionalni sastav stanovništva 2013. godine, bio je sljedeći:
ukupno: 23
- Srbi - 23